# شیر نقره‌ای
شیر نقره‌ای (به ایتالیایی: Leone d’Argento) به تعدادی از جوایز ارائه شده در جشنواره فیلم ونیز اشاره دارد. شیر نقره‌ای گاهی به عنوان جایزه دوم بعد از شیر طلایی به فیلمی در رقابت رسمی یا به یک کارگردان، فیلم کوتاه، فیلمنامه و… اهدا شده‌است.

## شیر نقره‌ای بهترین کارگردانی (۱۹۹۰–اکنون)
| سال                           | کارگردان           | فیلم                          | عنوان اصلی                                                                            | ملیت کارگردان       |
| ----------------------------- | ------------------ | ----------------------------- | ------------------------------------------------------------------------------------- | ------------------- |
| دههٔ ۱۹۹۰                      |                    |                               |                                                                                       |                     |
| ۱۹۹۰                          | مارتین اسکورسیزی   | رفقای خوب                     | Goodfellas                                                                            | ایالات متحدهٔ آمریکا |
| ۱۹۹۸                          | امیر کوستوریتسا    | گربه سیاه، گربه سفید          | Црна мачка, бели мачор (Crna mačka, beli mačor)                                       | صربستان و مونته‌نگرو |
| ۱۹۹۹                          | ژانگ یوان          | هفده سال                      | 过年回家 (guò nián huí jiā)                                                           | چین                 |
| دههٔ ۲۰۰۰                      |                    |                               |                                                                                       |                     |
| ۲۰۰۰                          | بودادب داسگوپتا    | اوتارا (The Wrestlers)        |                                                                                       | هند                 |
| ۲۰۰۱                          | بابک پیامی         | رأی مخفی                      | رأی مخفی                                                                              | ایران               |
| ۲۰۰۲                          | لی چانگ-دونگ       | واحه                          | 오아시스 (Oasiseu)                                                                    | کره جنوبی           |
| ۲۰۰۳                          | تاکشی کیتانو       | زاتوایچی                      | Zatōichi (The Blind Swordsman: Zatoichi)                                              | ژاپن                |
| شصت و یکمین جشنواره فیلم ونیز | کیم کی-دوک         | خانه خالی                     | 빈집 (Bin-jip)                                                                        | کره جنوبی           |
| شصت و دومین جشنواره فیلم ونیز | فیلیپ گارل         | عاشقان همیشگی                 | Les Amants réguliers                                                                  | فرانسه              |
| ۲۰۰۶                          | آلن رنه            | ترس‌های خصوصی در مکان‌های عمومی | Cœurs                                                                                 | فرانسه              |
| ۲۰۰۷                          | برایان دی پالما    | غیرقابل انتشار                |                                                                                       | ایالات متحدهٔ آمریکا |
| ۲۰۰۸                          | الکسی الکسویچ گرمن | سرباز کاغذی                   | Bumazhnyy soldat                                                                      | روسیه               |
| ۲۰۰۹                          | شیرین نشاط         | زنان بدون مردان               | زنان بدون مردان                                                                       | ایران               |
| دههٔ ۲۰۱۰                      |                    |                               |                                                                                       |                     |
| ۲۰۱۰                          | الکس دل‌ایگلسیا     | آخرین سیرک                    | Balada Triste de Trompeta                                                             | اسپانیا             |
| ۲۰۱۱                          | کای شانگجون        | مردم کوه مردم دریا            | 人山人海 (Ren shan ren hai)                                                           | چین                 |
| ۲۰۱۲                          | پل توماس اندرسن    | استاد                         | The Master                                                                            | ایالات متحدهٔ آمریکا |
| ۲۰۱۳                          | الکساندروس آوراناس | خانم خشونت                    |                                                                                       | یونان               |
| ۲۰۱۴                          | آندری کونچالوفسکی  | شب‌های روشن پستچی              | Белые ночи почтальона Алексея Тряпицына (Belye nochi pochtalona Alekseya Tryapitsyna) | روسیه               |
| ۲۰۱۵                          | پابلو تراپرو       | قبیله                         | El Clan                                                                               | آرژانتین            |
| ۲۰۱۶                          | آمات اسکالانته     | رام‌نشده                       | La región salvaje                                                                     | مکزیک               |
| ۲۰۱۶                          | آندری کونچالوفسکی  | بهشت                          | Рай (Ray)                                                                             | روسیه               |
| ۲۰۱۷                          | خاویر لگراند       | حفظ گارد                      | Jusqu'à la garde                                                                      | فرانسه              |
| ۲۰۱۸                          | ژاک اودیار         | برادران سیسترز                | The Sisters Brothers                                                                  | فرانسه              |
| ۲۰۱۹                          | روی اندرشون        | درباره بی‌کرانگی               | Om det oändliga                                                                       | سوئد                |
| دهه ۲۰۲۰                      |                    |                               |                                                                                       |                     |
| ۲۰۲۰                          | کیوشی کوروساوا     | همسر یک جاسوس                 | スパイの妻                                                                            | ژاپن                |
| ۲۰۲۱                          | جین کمپیون         | قدرت سگ                       | The Power of the Dog                                                                  | نیوزیلند            |